# IC 749
IC 749 — галактика типу SBcd у сузір'ї Велика Ведмедиця.
Цей об'єкт міститься в оригінальній редакції індексного каталогу.